# Ichneumon melanophthalmus
Ichneumon melanophthalmus is een vliesvleugelig insect (orde Hymenoptera) uit de familie van de gewone sluipwespen (Ichneumonidae). De wetenschappelijke naam van de soort werd in 1776 gepubliceerd door Franz von Paula Schrank.

## Homoniemen
Voor Ichneumon melanophthalmus Gmelin, 1790 zie Ichneumon kingae Kittel, 2016